# Даме Груєв
Дамя́н Йова́нов Гру́єв (більш відомий як Даме Груєв; 19 січня 1871, село Смілево, Бітольський район, Османська імперія (суч. Північна Македонія) — 23 грудня 1906, гора Петлец, сучас. Північна Македонія) — болгарський революціонер, учасник болгарського національно-визвольного руху в Македонії та області Едірне, один із засновників та ідеологів ВМОРО. Мав прізвисько «Воля організації». У 1897 р. для боротьби з сербськими шовіністичними претензіями на Македонію та їх прихильниками створив у Салоніках «Товариство проти сербів». Його визнано Національним героєм Болгарії. Належав до болгарської масонської ложі.